# 葡萄牙最高纲领主义联盟

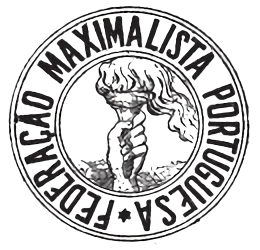
葡萄牙最高纲领主义联盟标志

葡萄牙最高纲领主义者联盟（葡萄牙語：Federação Maximalista Portuguesa，缩写为FMP）是葡萄牙历史上的一个革命社会主义组织。1919年4月27日，该组织在里斯本成立。该组织受到1917年俄国革命中的布尔什维克的启发。其成员主要包括无政府主义者、工团主义者和葡萄牙社会党内的革命左翼。1921年3月6日，该组织改组为葡萄牙共产党。